# Старі Петликівці

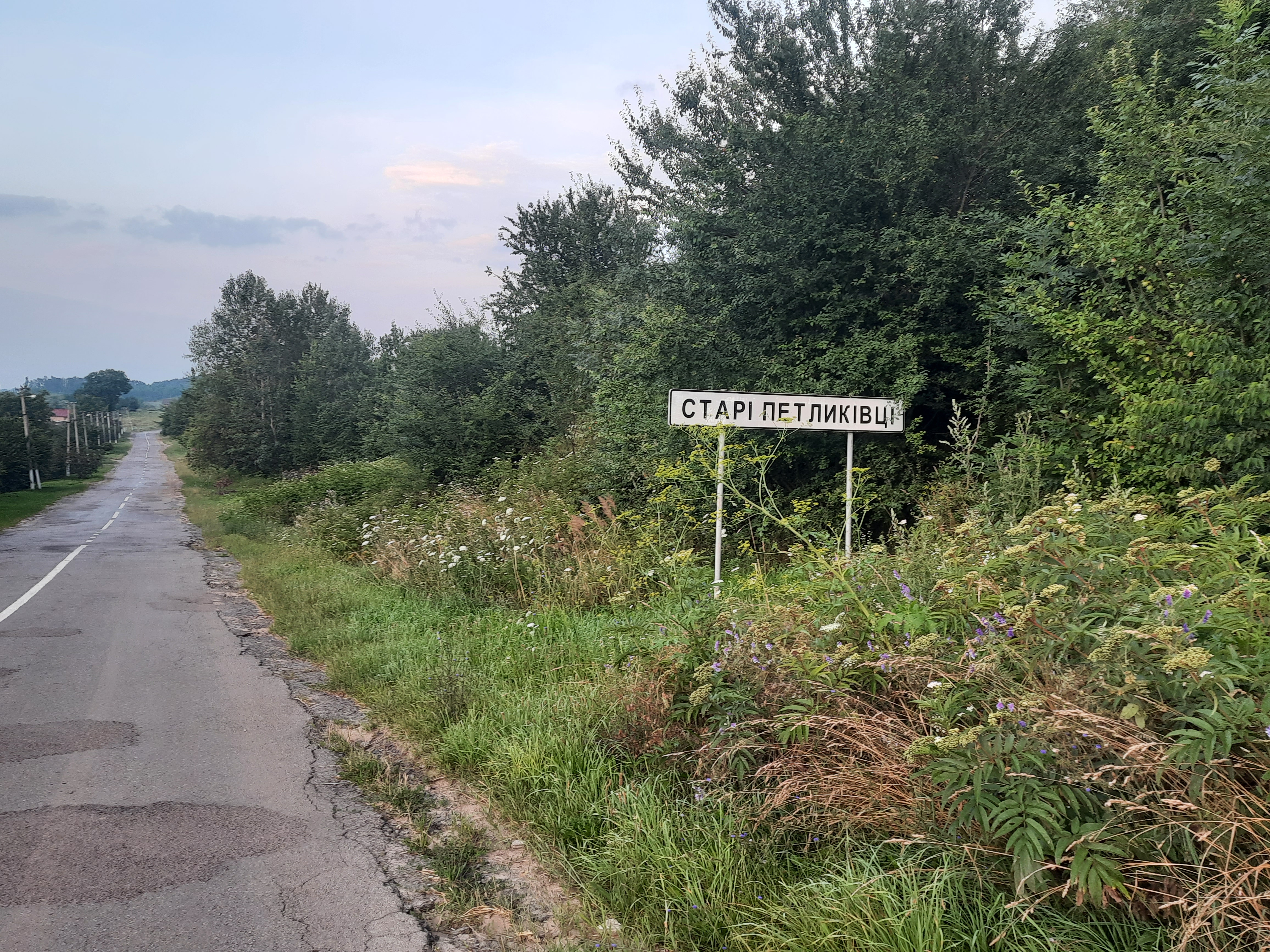
Дорожній знак при в'їзді в село

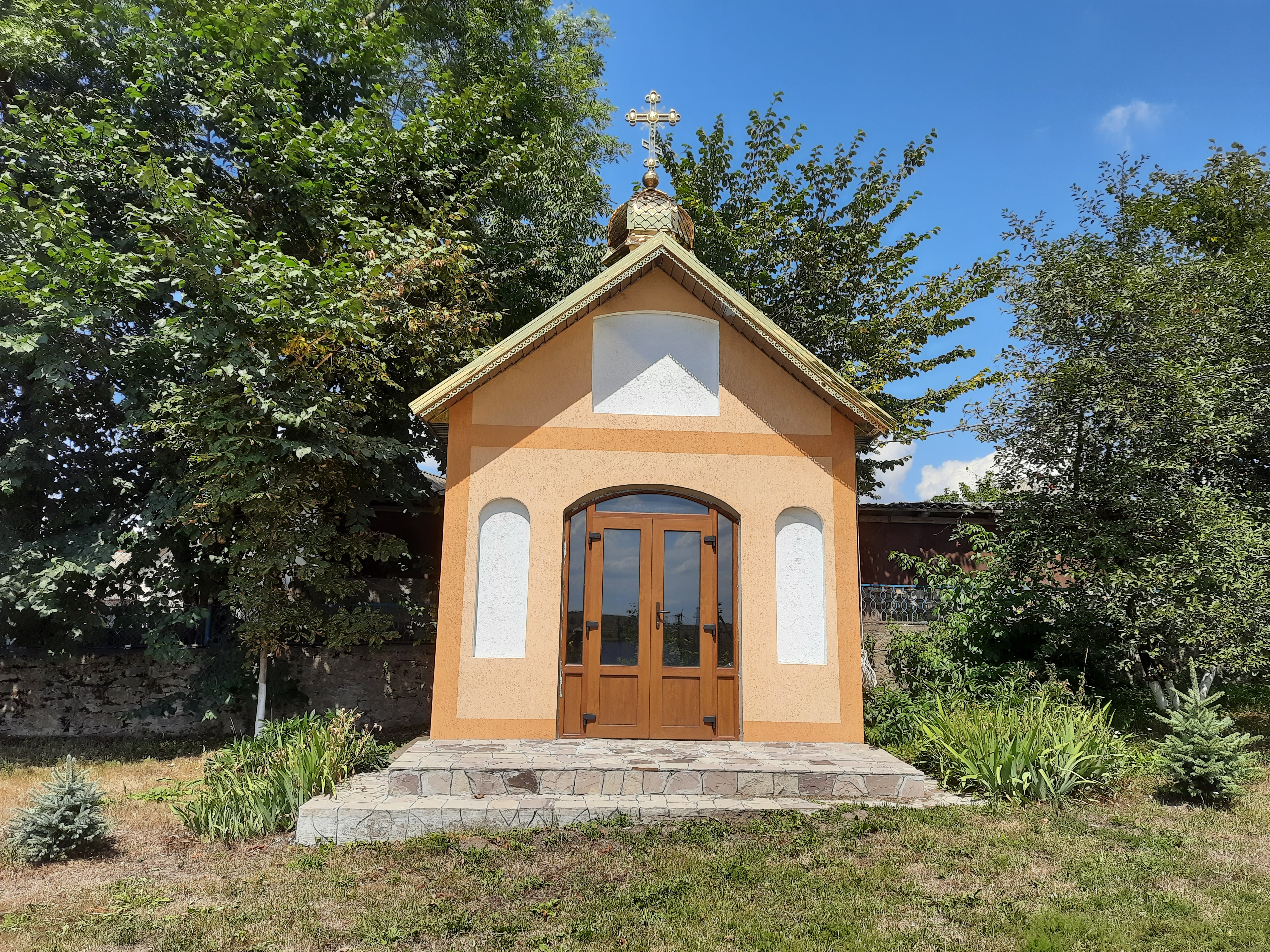
Капличка

Старі́ Пе́тликівці — село в Україні, у Бучацькій міській громаді Чортківського району Тернопільської області. Розташоване на річці Стрипа, в північно-західній частині району. Центр колишньої сільради, якій було підпорядковане с. Білявинці.
Населення — 1065 осіб (2007 р.).

## Походження назви
Про походження назви села існує кілька версій:
- від слова петлювати - що значить молоти (в давнину був великий млин)
- від слова Петрик (відбулась зміна букви р на л)[1]
- від слова петля. Петля - зашморг на аркані, чи мотузка, за допомогою якої носили сіно та солому. Ймовірно тут виробляли петлі з лика і волосіння. [2]

## Історія

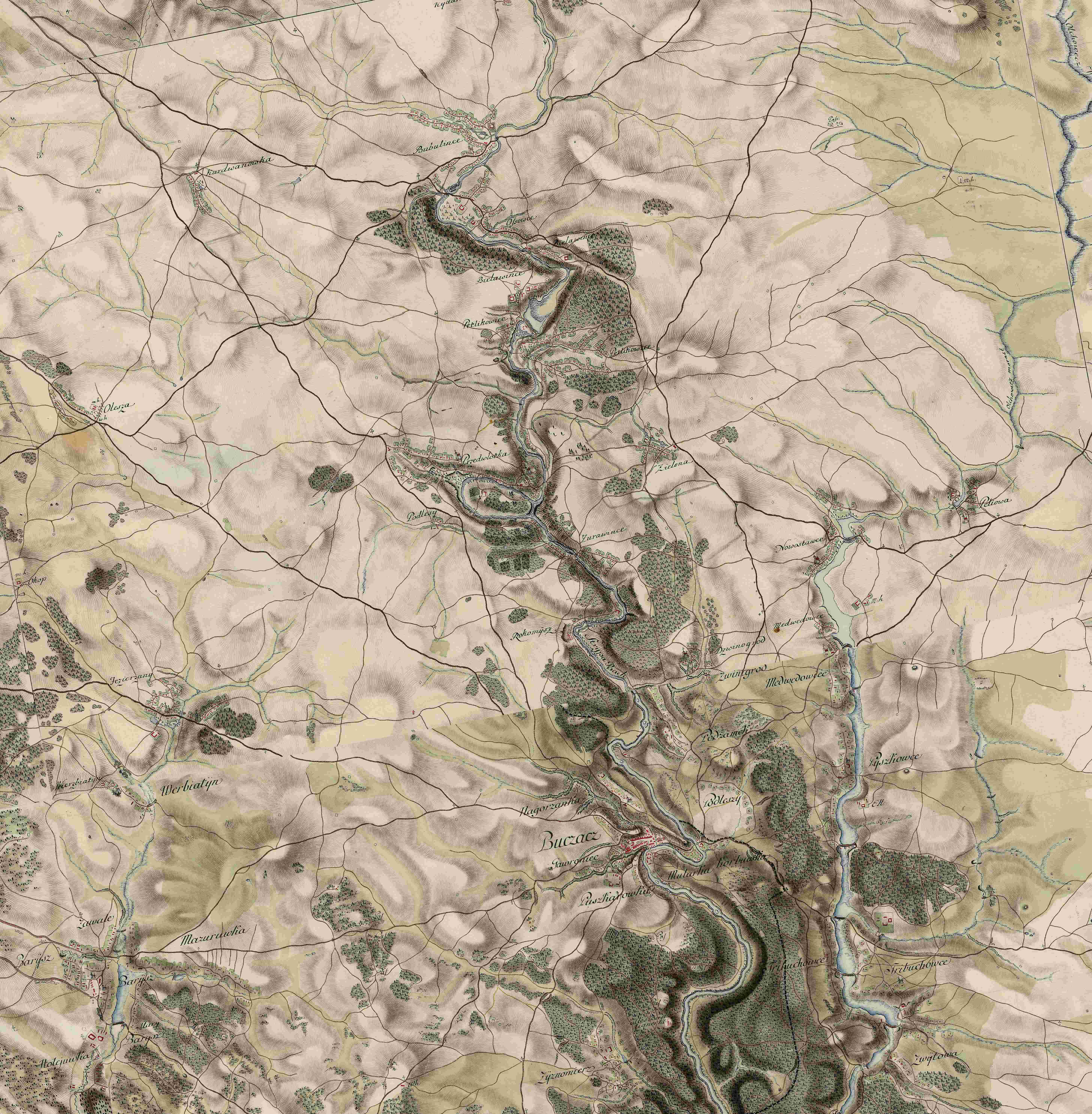
Старі Петликівці на мапі фон Міґа, XVIII ст.

Поблизу села виявлено археологічні пам'ятки західноподільської групи скіфського часу, черняхівської і давньоруської культур.
Перші жителі села були вихідцями з давнього поселення Вільше.
Документ Бернардинського архіву з 1421 р. засвідчує, що Петликівці були містом.
Того ж року, 14 серпня, Альберт, дідич Петликовець, заснував тут латинську парохію. Петликівський парох Петро підписався у 1467 р. як свідок на фундації парохії у Язлівці.
Згадується 4 березня 1437 року в книгах галицького суду.
Петликівці згадує й М.Грушевський, коли наводить хроніку зустрічі Богдана Хмельницького з кримським ханом, 1655 р. А саме те, що хан, вертаючись в Крим, заночував у четвер 25 листопада 1655 р. під Петликівцями.
1788 року власницею села була Констанція Бекерська гербу Ястребець (галицька каштелянова, друга дружина Юзефа Бєльського з Ольбрахциць і Каспера Рогалінського,), на цвинтарі в Білявинцях їй встановлений мистецький надгробок, ймовірно, роботи Гартмана Вітвера.
За описом 1880 р. в містечку діяла римо-католицька парафія, яка адміністративно підпорядковувалась Чортківському деканату РКЦ.
1916 року згорів костел, який мав понад 300 років. Можна припустити, що церква була тут значно раніше, адже з тверджень о.Гука - метрикальні книги української парохії у 1928 р. вже тоді мали близько 150 років.
Діяли філії українських товариств «Просвіта» (головою, зокрема, був Чорний Данило Андрійович), «Січ», «Сокіл», «Луг» та інших, кооператива.
9 липня 1967 року опергрупою Управління КГБ в Тернопільській області в господарстві Щербань Петрунелії була виявлена криївка, в якій 20 років переховувався повстанець Черкавський Володимир «Зір».
До 1971 р. функціонували:
- сирзавод
- горілчаний завод (на території лісу, так звана «Ґуральня»).
До сьогодні функціонує водяний сільський млин, від якого пішла назва села — "петлювали"борошно.

12 червня 2020 року, відповідно до розпорядження Кабінету Міністрів України № 724-р «Про визначення адміністративних центрів та затвердження територій територіальних громад Тернопільської області» увійшло до складу Бучацької міської громади.
19 липня 2020 року, в результаті адміністративно-територіальної реформи та ліквідації Бучацького району, увійшло до складу новоутвореного Чортківського району.
З 11 грудня 2020 р. належить до Бучацької міської громади.

## Населення

### Мова
Розподіл населення за рідною мовою за даними перепису 2001 року:
| Мова       | Кількість | Відсоток |
| ---------- | --------- | -------- |
| українська | 1024      | 100%     |

## Політика

### Парламентські вибори, 2019
На позачергових парламентських виборах 2019 року у селі функціонувала окрема виборча дільниця № 610191, розташована у приміщенні клубу.
Результати
- зареєстровано 708 виборців, явка 65,11%, найбільше голосів віддано за «Слугу народу» — 30,79%, за Всеукраїнське об'єднання «Батьківщина» — 20,96%, за «Європейську Солідарність» — 12,66%.[16] В одномандатному окрузі найбільше голосів отримав Микола Люшняк (самовисування) — 46,14%, за Степана Брацюня (Конгрес українських націоналістів) — 16,11%, за Ігоря Сопеля (Слуга народу) — 15,67%[17].

## Соціальна сфера
Працюють Старопетликівська ЗОШ I-II ступенів, Дитячий садок "Дюймовочка", Будинок культури, бібліотека, ФАП, аптека, відділення зв'язку, торгові заклади.

## Пам'ятки

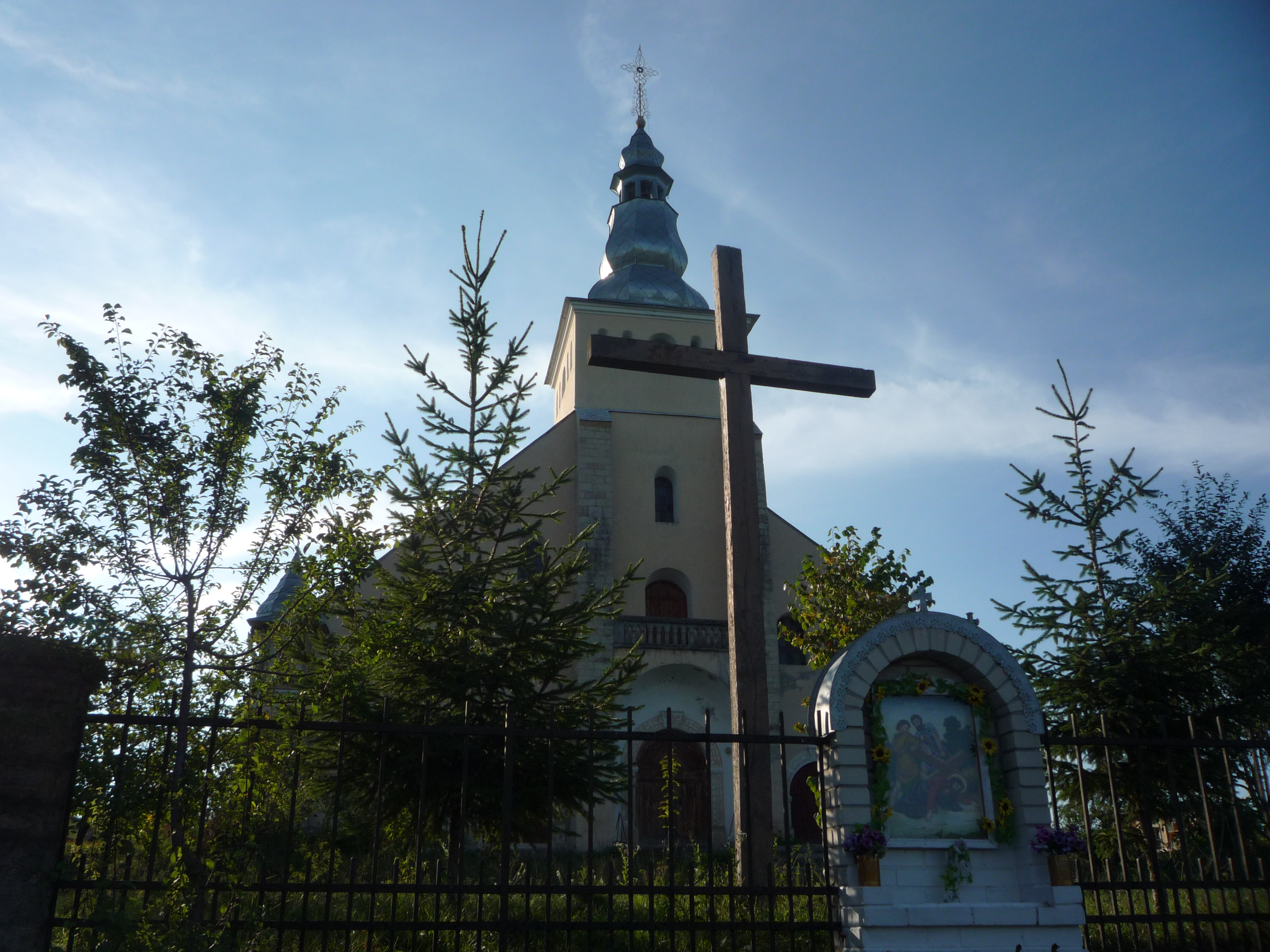
Костел

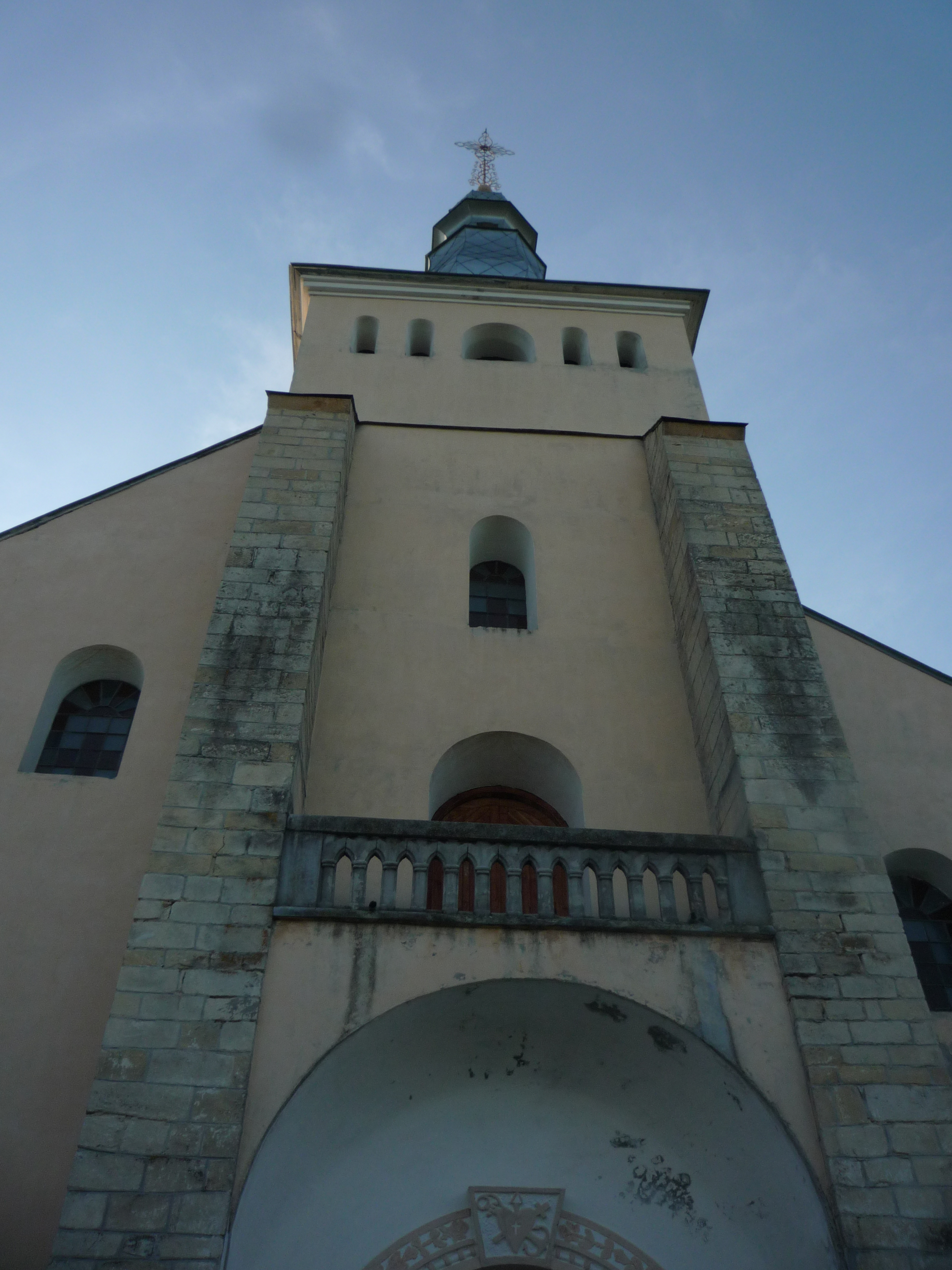
Дзвіниця костелу

- Церква Святого Великомученика Димитрія Солунського (1875[18], реставрований 1991, мурована, ПЦУ)
- Церква Пратулинських мучеників (1992, мурована, УГКЦ)
- Костел Різдва Пресвятої Діви Марії (1931)
- Капличка з «фігурою» Матері Божої
- Символічна могила Борцям за волю України (1993 р.)
- Символічна могила на місці перезахоронення вояків УПА (1996 р.)
- Пам'ятник воїнам-односельцям[d], полеглим у німецько-радянській війні (1967 р.)
- Братська могила воїнів[d] Української повстанської армії (4 чол.);
- Могили[d] (5) воїнів Української повстанської армії;

- Поселення Старі Петликівці I[d] (черняхівська культура (III—IV ст. н. е.); давньоруський час (XII—XIII ст.));
- Поселення Старі Петликівці II[d] (західноподільська група скіфського часу (II пол. VII — V (можливо IV) ст. до н. е.); пшеворська культура (сер. I ст. до н. е. — III ст. н. е.) із впливом зарубинецької культури; черняхівська культура (III—IV ст. н. е.); давньоруський час (X—XIII ст.));
- Поселення Старі Петликівці III[d] (ранній залізний вік (І тис. до н. е.); черняхівська культура (III—IV ст. н. е.); давньоруський час (X—XIII ст.));

## Відомі люди

### Народилися
- релігійний діяч, меценат Інокентій Лотоцький (ЧСВВ)
- український композитор-аматор, художник Савин Абрисовський.
- український релігійний діяч Шимчій Доротей Дмитро (1915-2016)
- офіцер польської армії Войцех Бліхарський[pl] (1889–1940)

### Перебували, проживали
- родина Соломії Крушельницької.